# Pointe de Bilhervé
La pointe de Bilhervé est située sur la commune de l'Île-d'Arz (Morbihan).

## Géographie
La pointe de Bilhervé est située au nord-est de l'île d'Arz, à 1 100 mètres au sud de la pointe de Nénézic.

## Description du site
La pointe de Bilhervé  est un lieu d’activités ostréicoles. Elle fait face à l'île Charles à 1100 mètres au sud et l'île Ilur à 1200 mètres au sud-ouest.

### Flore
La pelouse sèche à thérophytes est présente sur cette pointe.
Les salicornes annuelles Salicornia dolychostachia ont été observées sur la pointe de Bilhervé.

### Liens Internes
- Île-d'Arz
- Pointe du Béluré
- Pointe de Berno
- Pointe de Brouel (Île-d'Arz)
- Pointe de Liouse
- Pointe de Nénézic
- Liste des pointes du golfe du Morbihan